# Moldavian Airlines
Moldavian Airlines war eine private moldauische Fluggesellschaft mit Sitz in Chișinău. Sie hat den Betrieb 2014 eingestellt.

## Geschichte

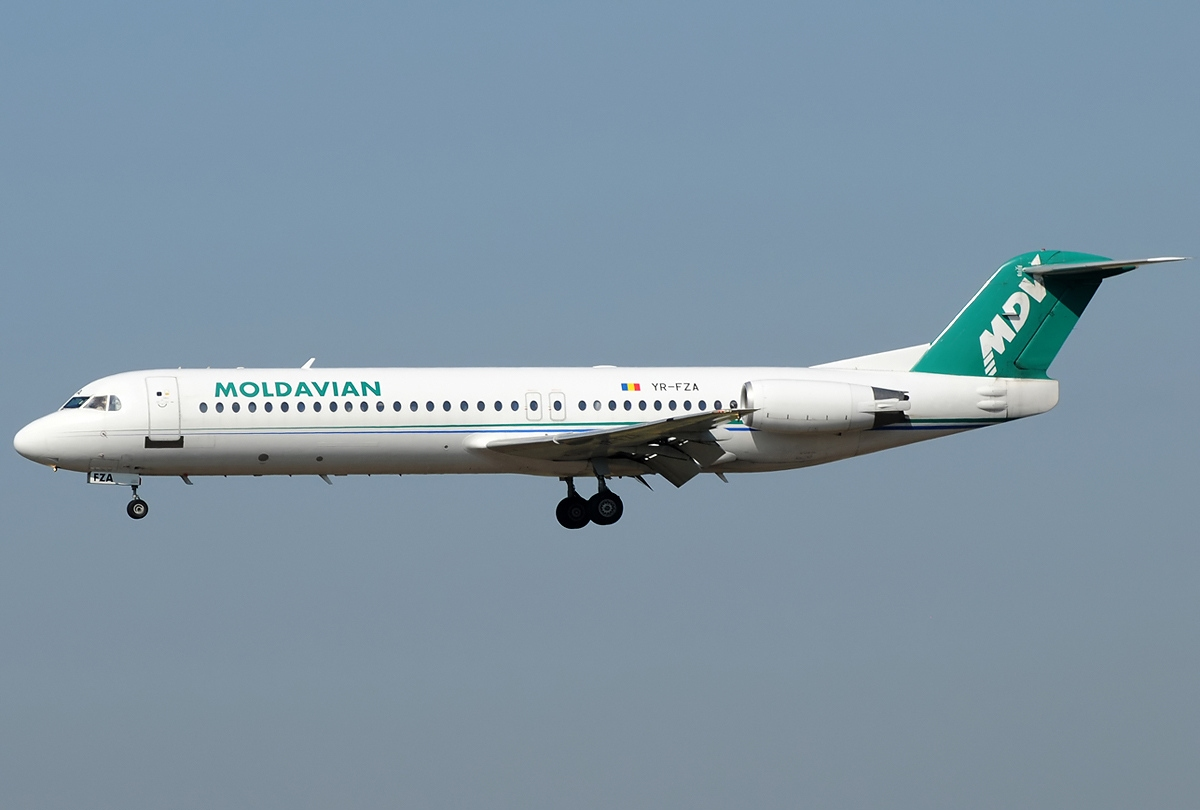
Fokker 100 Moldavian Airlines, Rom 2011

Moldavian Airlines wurde am 26. Juli 1994 gegründet und nahm den Flugbetrieb am 19. August 1994 mit einer Jakowlew Jak-42 auf. Es war die erste private Fluggesellschaft in Moldau. Sie wurde 1999 ein moldauisch-schweizerisches Unternehmen und ging eine Partnerschaft mit der rumänischen Fluggesellschaft Carpatair ein.

## Flotte

### Flotte bei Betriebseinstellung
Die Flotte der Moldavian Airlines bestand mit Stand Juli 2013 aus einem Flugzeug:
| Flugzeugtyp | Anzahl | bestellt | Anmerkungen | Sitzplätze  |
| ----------- | ------ | -------- | ----------- | ----------- |
| Fokker 100  | 1      |          |             | 105 (-/105) |
| Gesamt      | 1      | -        |             |             |

### Zuvor eingesetzte Flugzeuge
- Jakowlew Jak-42
- Saab 340
- Saab 2000